# Dmitrij Gruzdev
Dmitrij Nikolaevič Gruzdev (in russo Дмитрий Николаевич Груздев?; Astana, 13 marzo 1986) è un ciclista su strada kazako, professionista dal 2012.

## Palmarès
- 2006 (Capec, una vittoria)

Campionati kazaki, Prova a cronometro Under-23
- 2008 (Ulan, una vittoria)

Prologo Tour of Hainan (Sanya Bay)
- 2011 (Pro Team Astana, una vittoria)

Campionati kazaki, Prova a cronometro
- 2012 (Astana Pro Team, tre vittorie)

Campionati kazaki, Prova a cronometro
7ª tappa Tour of Hainan (Dongfang > Wuzhishan)
Classifica generale Tour of Hainan
- 2014 (Astana Pro Team, una vittoria)

Campionati asiatici, Prova a cronometro
- 2016 (Astana Pro Team, una vittoria)

Campionati kazaki, Prova a cronometro
- 2017 (Astana Pro Team, una vittoria)

Campionati asiatici, Prova a cronometro
- 2024 (Astana Qazaqstan Team, due vittorie)

Campionati kazaki, Prova a cronometro
Campionati kazaki, Prova in linea

### Altri successi
- 2016 (Astana Pro Team)

2ª tappa Vuelta a Burgos (Burgos > Burgos, cronosquadre)
- 2017 (Astana Pro Team)

Campionati asiatici, Cronosquadre
- 2019 (Astana Pro Team)

Campionati asiatici, Cronosquadre
- 2023 (Astana Qazaqstan Team)

Campionati asiatici, Cronosquadre
- 2024 (Astana Qazaqstan Team)

Campionati asiatici, Cronosquadre

## Piazzamenti

### Grandi Giri
- Giro d'Italia

2013: 146º
- Tour de France

2014: 130º
2015: 131º
2017: 115º
2018: fuori tempo massimo (12ª tappa)
2021: 113º
2022: 113º
- Vuelta a España

2016: 119º
2020: 92º

### Classiche monumento
- Milano-Sanremo

2012: 120º
2021: 115º
- Giro delle Fiandre

2012: ritirato
2013: ritirato
2014: ritirato
2015: 60º
2016: 84º
2017: ritirato
2021: 80°
2023: ritirato
2024: ritirato
- Parigi-Roubaix

2012: ritirato
2014: 71º
2015: 43º
2016: ritirato
2017: 68º
2018: 85º
2019: ritirato
2021: ritirato
2022: 101º
2023: 97º
2024: ritirato

### Competizioni mondiali
- Campionati del mondo

Stoccarda 2007 - Cronometro Under-23: 21º
Stoccarda 2007 - In linea Under-23: 87º
Varese 2008 - Cronometro Under-23: 45º
Varese 2008 - Cronometro Under-23: ritirato
Copenaghen 2011 - Cronometro Elite: 36º
Limburgo 2012 - Cronosquadre: 11º
Limburgo 2012 - Cronometro Elite: 6º
Toscana 2013 - Cronosquadre: 6º
Toscana 2013 - Cronometro Elite: 19º
Doha 2016 - Cronometro Elite: 40º
Doha 2016 - In linea Elite: ritirato
Bergen 2017 - Cronometro Elite: 38º
Bergen 2017 - In linea Elite: 128º
Yorkshire 2019 - In linea Elite: ritirato
Imola 2020 - Cronometro Elite: 32º
Imola 2020 - In linea Elite: ritirato
Fiandre 2021 - Cronometro Elite: 31º
Fiandre 2021 - In linea Elite: ritirato
Glasgow 2023 - In linea Elite: ritirato
Glasgow 2023 - Staffetta mista: 12º
- Giochi olimpici

Tokyo 2020 - In linea: ritirato